# Achterwehrer Schifffahrtskanal
Koordinaten: 54° 20′ N, 9° 58′ O

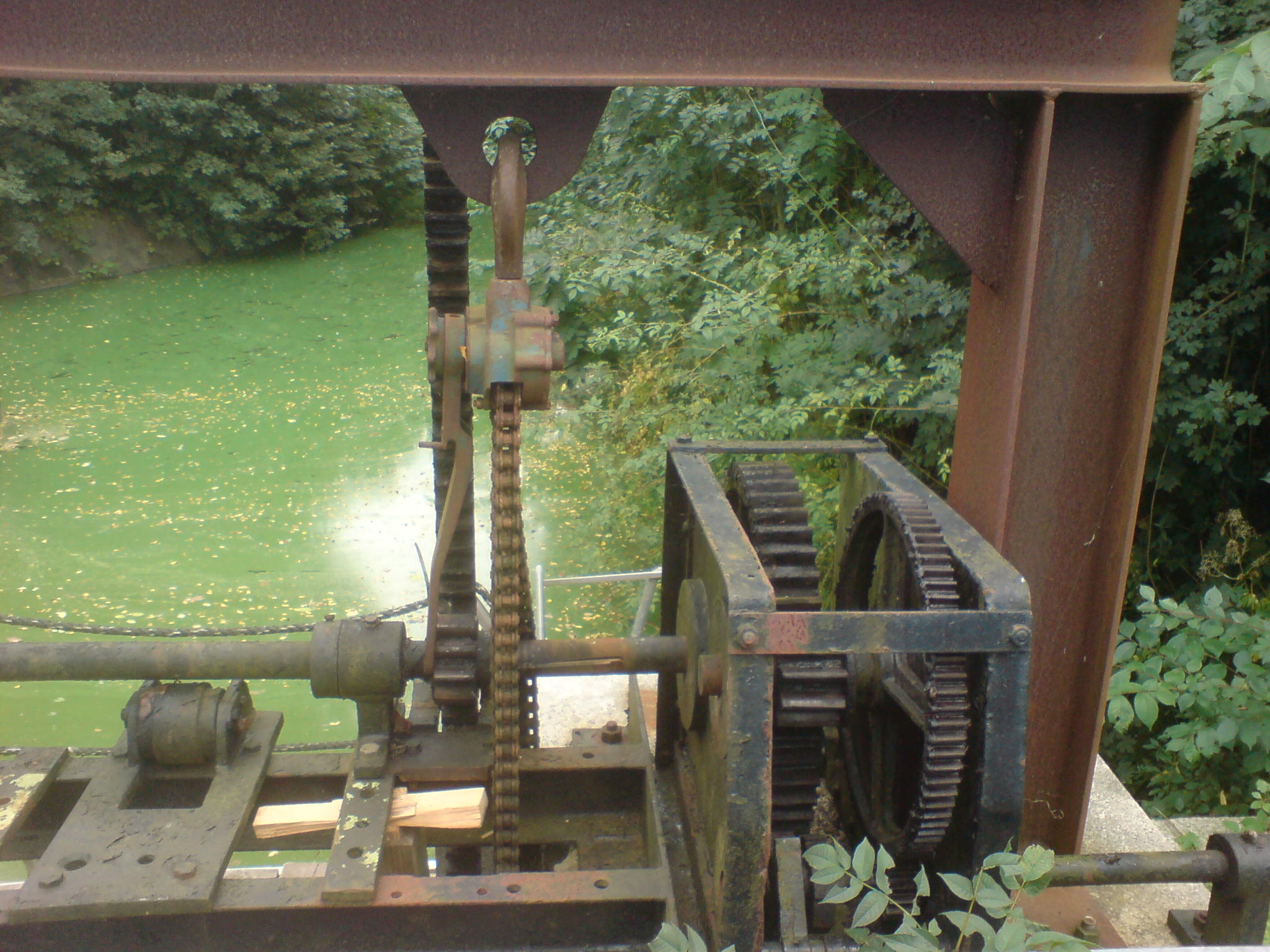
Wehr Strohbrück, Blick zum Nord-Ostsee-Kanal, 2009

Der Achterwehrer Schifffahrtskanal (AwK) ist ein etwa drei Kilometer langer Stichkanal im Amt Achterwehr im Kreis Rendsburg-Eckernförde in Schleswig-Holstein. Er verbindet seit 1913 die Eider mit dem Nord-Ostsee-Kanal (NOK) und gehört als Bundeswasserstraße zum NOK. Auf ihm gilt daher ebenfalls die Seeschifffahrtsstraßen-Ordnung. Der Kanal liegt im Zuständigkeitsbereich des Wasserstraßen- und Schifffahrtsamtes Nord-Ostsee-Kanal.

## Geschichte
Der Bau des Nord-Ostsee-Kanals (zeitgenössisch Kaiser-Wilhelm-Kanal) von 1887 bis 1895 hatte eine Absenkung des Wasserspiegels des Flemhuder Sees um etwa sieben Meter zur Folge. Der neue Kanal ersetzte den Eider-Kanal, dessen Sohle erheblich höher lag. Um ein Absinken des Grundwasserspiegels im Umland zu verhindern, wurde ein Ringkanal mit Verbindung zur Eider geschaffen, der den ursprünglichen Wasserspiegel von 6,50 Meter über Normalnull gewährleisten sollte. Allerdings verhinderte widriger Baugrund eine Ausführung auch des westlichen Teils.
Durch Ablagerung von Baggerboden im Flemhuder See im Zuge der Erweiterung des Nord-Ostsee-Kanals zwischen 1907 und 1914 verloren die Orte Achterwehr und Flemhude ihre schiffbare Verbindung mit dem Nord-Ostsee-Kanal. Ersatzweise wurde der östliche Teil des Ringkanals als Achterwehrer Schifffahrtskanal bis zum Nord-Ostsee-Kanal verlängert und auf zwölf Meter Sohlenbreite und drei Meter Wassertiefe ertüchtigt.

## Schleuse Strohbrück
Den Höhenunterschied von rund sieben Metern vom Achterwehrer Schifffahrtskanal zum Nord-Ostsee-Kanal überwand die Schleuse Strohbrück (40 m Nutzlänge, 8 m Breite).
Die Obereider, die bisher in den Flemhuder See mündete, wurde in den Achterwehrer Schifffahrtskanal geleitet und fließt seitdem, verstärkt durch die Flemhuder Au und Melsdorfer Au, östlich der Schleuse durch einen Wehrarm über ein Wehr in den Nord-Ostsee-Kanal. Neben dem Wehr wurde ein Kraftwerk installiert.
2001 wurde die Schleuse außer Dienst gestellt, um die hohen Kosten für eine anstehende Sanierung einzusparen. Das Untertor (Stemmtor) ist seitdem außer Betrieb und dauerhaft geöffnet, so dass der Wasserspiegel in der Schleusenkammer dem des Nord-Ostsee-Kanals entspricht. Das Obertor (Klapptor) ist geschlossen und sperrt die Schleuse gegen den Achterwehrer Schifffahrtskanal ab. Damit ist eine Durchfahrt vom und zum Nord-Ostsee-Kanal nicht mehr möglich. Die Schleusenanlage ist aus Sicherheitsgründen mit einem hohen Zaun umgeben. Fußgänger und Radfahrer können den Kanal über eine Brücke, die über das Unterhaupt der Schleuse führt, passieren. Diese Brücke war ursprünglich als Rollbrücke ausgebildet, damit auch Schiffe mit hohen Masten die Schleuse benutzen konnten.

## Nutzung und Stilllegung
In den ersten Jahrzehnten seines Bestehens wurde der Kanal von der gewerblichen Schifffahrt intensiv genutzt, besonders für Getreidetransporte. Mit dem Strukturwandel in Landwirtschaft und Transportwesen verlor die Wasserstraße an Bedeutung und diente fast nur noch dem wassersportlichen Freizeitverkehr.
Es gibt einen regen Freizeitbetrieb auf dem Kanal durch Paddler und Angler. Paddler können eine etwa 50 Meter lange Übertragestelle bei 54° 19′ 55,6″ N, 9° 57′ 55,4″ O zum Flemhuder See nutzen, um so in den Nord-Ostsee-Kanal zu gelangen. Der Achterwehrer Schifffahrtskanal wird vom Angelverein SV Ringkanal Kiel e. V. bewirtschaftet.

## Landschaftsschutzgebiet
Die Landzunge Flemhuder See / Ringkanal ist ein Landschaftsschutzgebiet von 34,7 Hektar Größe.